# Єфімов Анатолій Вадимович
Анатолій Вадимович Єфімов — (нар. 7 березня 1957, Миколаїв) — український автомоделіст, Майстер спорту України міжнародного класу, тренер з автомодельного спорту.

## Життєпис
З початку 1970-х років почав займатися автомоделізмом на Миколаївській обласній станції юних техніків в групі відомого автомоделіста -рекордсмена (кордові автомоделі) Анатолія Кліменко.
На початку 1980-х років, вже виступав у складі спортивної збірної команди України на змаганнях Чемпіонату СРСР в класі радіокерованих автомоделей копій.
Починаючи з 1985 року, одним із перших радянських моделістів впроваджував новий, технічно складний клас групових гонок радіокерованих автомоделей.
Згодом був неодноразовим призером і переможцем Чемпіонатів і Кубків СРСР і низки матчів найсильніших, став майстром спорту СРСР.
На Чемпіонаті СРСР 1990 року в м. Тамбов став останнім Чемпіоном СРСР.
З початку 1990-х років, очолювана ним збірна команда Миколаївської області протягом семи років була постійним чемпіоном України.
Серед перших успішно представляв Україну на міжнародних змаганнях у Польщі, Чехії, Словаччини в складі команди незалежної України.
Виховав багато учнів, серед них є Майстри спорту України та міжнародного класу, призери чемпіонатів України.
Станом на 2017 рік А. В. Єфімов активний діяч автомодельного спорту в Україні, організатор і учасник змагань, мешкає і працює в м. Миколаєві.
За освітою інженер, закінчив Миколаївський кораблебудівний інститут одружений, має доньку.